# ドミニク・シャピュイ
ドミニク・シャピュイ（Dominique Chapuis、1948年 - 2001年11月4日 パリ）は、フランスの撮影監督。『マルチニックの少年』、『SHOAH ショア』、『小さな泥棒』などのカメラマンとして知られる。

## 来歴・人物
1948年に生まれる。1971年、23歳のとき、5歳年上の撮影監督ピエール＝ウィリアム・グレンの助手として、ジャック・リヴェット監督の12時間を越える映画『アウトワン』のハードな現場で映画界でのキャリアを始める。1975年、ジェローム・サヴァリ監督の『La Fille du garde-barrière（門番の娘）』で撮影監督に抜擢されつつも、リヴェット監督の撮影監督交代にともない、ウィリアム・リュプチャンスキーの助手となる。
1975年、『ノロワ』や『デュエル』といったリヴェットの長尺作品を手がける一方で、リュプチャンスキーとともにグルノーブルに出向き、ジャン＝リュック・ゴダールとアンヌ＝マリー・ミエヴィルの前衛的ドキュメンタリービデオ作品『6x2』（1976年）や『二人の子どもフランス漫遊記』（1977年 - 1978年）を撮影する。リヴェットの芝居を長まわしで撮るスタイル、ゴダールのドキュメンタリービデオで培った技術が結実するのは、クロード・ランズマン監督の9時間半のドキュメンタリー大作『SHOAH ショア』（1985年）であった。2001年、シャピュイ突然の死去の年まで、ランズマンの映像を支えることになる。
女性監督ユーザン・パルシー監督の『マルチニックの少年』（1983年）のヒットのためか、ナタリー・ドロン、ジョジアーヌ・バラスコ、ブリジット・ロユアン、ミリアム・ボワイエといった女優系を中心として、エレイン・プロクター、ナディーヌ・トランティニャン、ジャンヌ・ヴァルツら多くの女性監督の作品を手がけた。
また助手時代に参加した唯一のフランソワ・トリュフォー作品『アメリカの夜』（1973年）で現場の製作主任だったクロード・ミレールのシャルロット・ゲンスブール主演作品を2本（『なまいきシャルロット』1985年、『小さな泥棒』1988年）の撮影監督をつとめている。
国境をやすやすと越境するタイプのカメラマンで、アメリカ映画でもジャマイカ映画でも、スペイン人の監督とでもポルトガル人の監督とでもマルティニーク人の監督とでも仕事をこなした。
2001年11月4日、パリでガンにより死去。53歳没。仕事量は減っておらず、むしろピークであったといえる時期の突然の死であった。奇しくも撮影監督ラウール・クタールの弟子クロード・ボーソレイユと同年齢での死である。

## フィルモグラフィー
- アウトワン Out 1, noli me tangere　1971年　撮影助手　監督ジャック・リヴェット、共同監督シュザンヌ・シフマン　撮影監督ピエール＝ウィリアム・グレン
- アメリカの夜 La Nuit américaine　1973年　撮影助手　監督フランソワ・トリュフォー　撮影監督ピエール＝ウィリアム・グレン
- La Fille du garde-barrière（門番の娘）　1975年　撮影監督　監督ジェローム・サヴァリ
- 6x2 Six fois deux, Sur et sous la communication　テレビシリーズ　1976年　監督ジャン＝リュック・ゴダール、アンヌ＝マリー・ミエヴィル　共同撮影ウィリアム・リュプチャンスキー
- ノロワ Noroît　1976年　カメラオペレータ　監督ジャック・リヴェット　撮影監督ウィリアム・リュプチャンスキー
- デュエル Duelle (une quarantaine)　1976年　撮影助手　監督ジャック・リヴェット　撮影監督ウィリアム・リュプチャンスキー
- Dernière sortie avant Roissy　1977年　撮影助手　監督ベルナール・ポール　撮影監督ウィリアム・リュプチャンスキー
- 二人の子どもフランス漫遊記 France/tour/detour/deux/enfants　テレビシリーズ　1977年　撮影監督　監督ジャン＝リュック・ゴダール、アンヌ＝マリー・ミエヴィル　共同撮影ウィリアム・リュプチャンスキー
- メリーゴーラウンド Merry-Go-Round　1981年　撮影助手　監督ジャック・リヴェット　撮影監督ウィリアム・リュプチャンスキー

以下特記以外撮影監督
- Merlin ou le cours de l'or　短編　1982年　監督アルテュール・ジョフェ
- カントリーマン Countryman　1982年　監督ディッキー・ジョブソン　ジャマイカ映画
- Ils appellent ça un accident　1982年　監督・主演ナタリー・ドロン、共同監督イヴ・デシャン
- Pair-impair　短編　1983年　監督キャロル・マルカン、主演ナタリー・ドロン
- マルチニックの少年 Rue Cases-Nègres　1983年　監督ユーザン・パルシー
- Nasdine Hodja au pays du business　1984年　監督ジャン＝パトリック・ルベル
- SHOAH ショア Shoah　1985年　監督クロード・ランズマン
- Le Thé au harem d'Archimède　1985年　監督メディ・カレフ
- Contes clandestins　1985年　監督ドミニク・クレーヴクール
- なまいきシャルロット L'Effrontée　1985年　監督クロード・ミレール、主演シャルロット・ゲンスブール
- 恐怖の訪問者 A Killing Affair　1986年　監督デヴィッド・サパーステイン、主演ピーター・ウィラー　アメリカ映画
- États d'âme　1986年　監督ジャック・ファンスタン
- フィレンツェに燃えて ワーキング・ガールの恋 L'État de grâce　1986年　監督ジャック・ルーフィオ、主演サミ・フレイ、ニコール・ガルシア
- Willy/Milly　1986年　監督ポール・シュナイダー　アメリカ映画
- Où que tu sois　1987年　監督アラン・ベルガラ
- Les Keufs　1987年　監督・主演ジョジアーヌ・バラスコ
- スウィート・ライズ Sweet Lies　1988年　監督ナタリー・ドロン、主演トリート・ウィリアムズ　仏米合作
- L'Enfance de l'art　1988年　監督フランシス・ジロー
- La Petite amie　1988年　監督リュック・ベロー
- Notes pour Debussy - Lettre ouverte à Jean-Luc Godard　1988年　監督ジャン＝パトリック・ルベル、共同撮影ジルベルト・アゼヴェード、出演クロード・ミレール、マリナ・ヴラディ
- 小さな泥棒 La Petite voleuse　1988年　監督クロード・ミレール、主演シャルロット・ゲンスブール
- A Dry White Season　1989年　B班撮影　監督ユーザン・パルシー、撮影監督ピエール＝ウィリアム・グレン、ケルヴィン・パイク　アメリカ映画
- Comédie d'amour　1989年　監督ジャン＝ピエール・ローソン、出演ミシェル・セロー、オーロール・クレマン、パトリック・ボーショー
- Zorro　テレビシリーズ　1990年　監督ドナルド・J・パオネッサ、主演ダンカン・レガー、仏米合作
- Outremer　1990年　監督ブリジット・ロユアン、主演ニコール・ガルシア
- ガスパール 君と過ごした季節 Gaspard et Robinson　1990年　監督トニー・ガトリフ、出演ジェラール・ダルモン、ヴァンサン・ランドン
- Veraz　1991年　監督ザヴィエル・カスターノ、主演イマノル・アリアス　仏伊スペイン合作
- Ma vie est un enfer　1991年　監督・出演ジョジアーヌ・バラスコ、主演ダニエル・オートゥイユ
- Découverte　短編　1992年　監督ロラン・メルラン
- ラスト・ダイビング O Último Mergulho　1992年　監督ジョアン・セザール・モンテイロ、主演ファビアンヌ・バーブ　仏ポルトガル合作
- Friends　1993年　監督エレイン・プロクター、主演ケリー・フォックス、英仏南ア合作
- La Porte du ciel　テレビ映画　1993年　監督ドニ・グラニエ＝ドフェール、仏カナダ合作
- ミナ Mina Tannenbaum　1994年　監督マルティーヌ・デュゴウソン、出演ロマーヌ・ボーランジェ、エルザ・ジルベルスタイン　オランダ仏ベルギー合作
- Pas très catholique　1994年　監督トニー・マーシャル、主演アネモーヌ、ジャン＝ミシェル・ルー
- Pax　1994年　監督エドワード・ゲディス（エドゥアルド・グェジス）、主演アマンダ・プラマー　ポルトガル映画
- Tsahal　ドキュメンタリー　1994年　監督クロード・ランズマン、出演エフード・バラック、アモス・オズ、アリエル・シャロン　仏独合作
- The Incubator　1995年　監督ジャンヌ・ヴァルツ
- Citron amer　短編　1996年　監督クリスチャーヌ・ラック、出演トニー・マーシャル
- Enfants de salaud　1996年　監督トニー・マーシャル、主演アネモーヌ、ナタリー・バイ
- L'Insoumise　テレビ映画　1996年　監督ナディーヌ・トランティニャン、出演ジャン＝ルイ・トランティニャン
- Un vivant qui passe　1997年　監督・製作クロード・ランズマン、共同撮影ウィリアム・リュプチャンスキー
- Le Gone du chaâba　1998年　監督クリストフ・ルジア
- La Mort du chinois　1998年　監督ジャン＝ルイ・ブノワ
- キッドナッパー Les Kidnappeurs　1998年　監督グラハム・ギット、出演メルヴィル・プポー、エロディ・ブシェーズ
- La Mère Christain　1998年　監督・主演ミリアム・ボワイエ
- Les Complices　テレビ映画　1999年　監督セルジュ・モティ、主演ベルナール・ヴェルレー
- Calino Maneige　1999年　監督ジャン＝パトリック・ルベル
- Les Gens qui s'aiment　2000年　監督ジャン＝シャルル・タケラ、監督リシャール・ベリ、ジャクリーン・ビセット　仏スペイン・ベルギー・ルクセンブルク合作
- L'Envol　2000年　監督スティーヴ・スイサ、出演クレマン・シボニー、イザベル・カレ
- Une vie ordinaire ou Mes questions sur l'homosexualité　テレビドキュメンタリー　2000年　監督セルジュ・モティ
- Les Fantômes de Louba　2001年　監督マルティーヌ・デュゴウソン、出演エルザ・ジルベルスタイン
- ソビブル、1943年10月14日午後4時 Sobibor, 14 octobre 1943, 16 heures　ドキュメンタリー　2001年　監督クロード・ランズマン
- Se souvenir des belles choses　2001年　監督ザブー・ブライトマン、出演イザベル・カレ、ベルナール・カンパン